# Liste der Monuments historiques in Colombiers (Vienne)
Die Liste der Monuments historiques in Colombiers (Vienne) führt die Monuments historiques in der französischen Gemeinde Colombiers auf.

## Liste der Bauwerke
| Bezeichnung       | Beschreibung                     | Standort | Kennzeichnung | Schutzstatus | Datum | Bild |
| ----------------- | -------------------------------- | -------- | ------------- | ------------ | ----- | ---- |
| Kirche Notre-Dame | Erbaut Ende des 12. Jahrhunderts | (Lage)   | PA00105432    | Inscrit      | 1926  |      |